# کلبه تب‌دار (فیلم ۲۰۰۲)

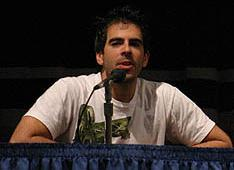
کارگردان الی راث

کلبه تب‌دار (به انگلیسی: Cabin Fever) یک فیلم کمدی ترسناک آمریکایی محصول سال ۲۰۰۲ به کارگردانی الی راث است.

## داستان
پنج دانش آموز کالج به کلبه‌ای دورافتاده در جنگل می‌روند، جائی که طعمه ویروسی گوشتخوار شده و توجه آدمکشان منطقه را جلب می‌کند و...

## بازیگران
- رایدر استرانگ [۲]
- جردن لاد
- جیمز دبلو
- سرینا وینسنت
- جوزپه اندروز
- الی راث [۳]